# 菲利普·文德
菲利普·文德（德語：Philipp Wende，1985年7月4日—），德国男子赛艇运动员。他曾代表德国参加2012年和2016年夏季奥林匹克运动会赛艇比赛，获得二枚金牌，均来自于男子四人双桨项目。